# Quadratwurzel aus 5
Die Quadratwurzel aus 5 (geschrieben {\displaystyle {\sqrt {5}}}) ist die positive, reelle Zahl, die mit sich selbst multipliziert die Primzahl 5 ergibt. Aus algebraischer Sicht kann sie daher als die positive Lösung der quadratischen Gleichung {\displaystyle x^{2}-5=0} definiert werden. Die Quadratwurzel aus 5 ist eine irrationale Zahl.

## Nachkommastellen
Die ersten 100 dezimalen Nachkommastellen:
2,2360679774 9978969640 9173668731 2762354406 1835961152 5724270897 2454105209 2563780489 9414414408 3787822749…
Weitere Dezimalstellen finden sich auch unter Folge A002163 in OEIS.
Derzeit (Stand 12. Dezember 2020) sind 2.000.000.000.000 Nachkommastellen von der Quadratwurzel aus 5 bekannt. Sie wurden von Hiroyuki Oodaira (大平 寛之) am 4. Juli 2019 berechnet.

## Beweis der Irrationalität
Der Beweis für die Irrationalität erfolgt ähnlich wie beim Beweis der Irrationalität von Quadratwurzel aus 2 indirekt, also durch Widerlegen der gegenteiligen Annahme.
Angenommen, {\displaystyle {\sqrt {5}}} wäre rational. Dann könnte man die Zahl als Bruch zweier natürlicher Zahlen {\displaystyle a} und {\displaystyle b} schreiben:
{\displaystyle {\sqrt {5}}={\frac {a}{b}}}.
Durch Quadrieren der Gleichung erhält man
{\displaystyle 5={\tfrac {a^{2}}{b^{2}}}}
und daraus folgt
{\displaystyle 5b^{2}=a^{2}}.
Der Primfaktor 5 kommt in {\displaystyle a^{2}} bzw. {\displaystyle b^{2}} doppelt so oft vor wie in {\displaystyle a} bzw. {\displaystyle b}, jedenfalls geradzahlig oft, wobei natürlich auch das 0-malige Auftreten zugelassen ist. Also kommt der Primfaktor auf der linken Seite dieser Gleichung ungeradzahlig oft vor, auf der rechten hingegen geradzahlig oft, und wir erhalten einen Widerspruch zur Eindeutigkeit der Primfaktorzerlegung. Daher ist {\displaystyle {\sqrt {5}}} irrational.

## Kettenbruchentwicklung
Die Kettenbruchentwicklung der Quadratwurzel von 5 ist:
{\displaystyle [2;4,4,4,4,4,\ldots ]=2+{\cfrac {1}{4+{\cfrac {1}{4+{\cfrac {1}{4+{\cfrac {1}{4+\dots }}}}}}}}.} (Folge A040002 in OEIS)

## Goldener Schnitt und Fibonacci-Folge
Das Verhältnis des Goldenen Schnittes
{\displaystyle \Phi ={\frac {1}{2}}(1+{\sqrt {5}})\approx 1{,}6180339887}
ist das arithmetische Mittel der Zahl 1 und der Quadratwurzel aus 5. Dementsprechend gilt für den Grenzwert des Quotienten aufeinanderfolgender Fibonacci-Zahlen
{\displaystyle \lim _{n\to \infty }{\frac {f_{n+1}}{f_{n}}}=\Phi ={\frac {1}{2}}(1+{\sqrt {5}}).}
Auch in der expliziten Formel für die Fibonacci-Zahlen
{\displaystyle f_{n}={\frac {\Phi ^{n}-(-\Phi )^{-n}}{\sqrt {5}}}}
kommt die Quadratwurzel aus 5 vor.

## Geometrie

Conway'sche Zerlegung eines Dreiecks in kleinere ähnliche Dreiecke

Geometrisch entspricht {\displaystyle {\sqrt {5}}} der Diagonale eines Rechtecks mit den Seitenlängen 1 und 2, was sich unmittelbar aus dem Satz des Pythagoras ergibt. Ein solches Rechteck erhält man durch Halbierung eines Quadrats oder dadurch, dass man zwei gleich große Quadrate Seite an Seite aneinanderfügt. Zusammen mit der algebraischen Beziehung zwischen {\displaystyle {\sqrt {5}}} und {\displaystyle \Phi } ist das die Grundlage für die geometrische Konstruktion eines Goldenen Rechtecks aus einem Quadrat und damit für die Konstruktion eines regelmäßigen Fünfecks mit gegebener Seitenlänge. {\displaystyle \Phi } ist nämlich das Verhältnis einer Fünfecksdiagonale zur Seitenlänge.

## Trigonometrie
Ähnlich wie {\displaystyle {\sqrt {2}}} und {\displaystyle {\sqrt {3}}} kommt die Quadratwurzel aus 5 des Öfteren bei den exakten trigonometrischen Werten spezieller Winkel vor, insbesondere bei den Sinus- und Cosinus-Werten der Winkel, deren Gradangaben durch 3, aber nicht durch 15 teilbar sind. Einfache Beispiele sind:
{\displaystyle {\begin{aligned}\sin {\frac {\pi }{10}}=\sin 18^{\circ }&={\tfrac {1}{4}}({\sqrt {5}}-1)={\frac {1}{{\sqrt {5}}+1}},\\[5pt]\sin {\frac {\pi }{5}}=\sin 36^{\circ }&={\tfrac {1}{4}}{\sqrt {2(5-{\sqrt {5}})}},\\[5pt]\sin {\frac {3\pi }{10}}=\sin 54^{\circ }&={\tfrac {1}{4}}({\sqrt {5}}+1)={\frac {1}{{\sqrt {5}}-1}},\\[5pt]\sin {\frac {2\pi }{5}}=\sin 72^{\circ }&={\tfrac {1}{4}}{\sqrt {2(5+{\sqrt {5}})}}\,.\end{aligned}}}

## Algebra
Der Ring {\displaystyle \mathbb {Z} [{\sqrt {-5}}]} enthält die Zahlen der Form {\displaystyle a+b{\sqrt {-5}}}, wobei {\displaystyle a} und {\displaystyle b} ganze Zahlen sind und {\displaystyle {\sqrt {-5}}} die imaginäre Zahl {\displaystyle i{\sqrt {5}}} symbolisiert. Dieser Ring ist ein häufig zitiertes Beispiel für einen Integritätsring, der kein faktorieller Ring (ZPE-Ring) ist. Dies erkennt man beispielsweise daran, dass die Zahl 6 zwei nicht äquivalente Faktorisierungen innerhalb dieses Rings hat:
{\displaystyle 6=2\cdot 3=(1-{\sqrt {-5}})(1+{\sqrt {-5}}).\,}
Der Körper {\displaystyle \mathbb {Q} [{\sqrt {5}}]} ist wie jeder quadratische Zahlkörper eine Abelsche Erweiterung der rationalen Zahlen. Der Satz von Kronecker und Weber garantiert daher, dass sich die Quadratwurzel aus 5 als rationale Linearkombination von Einheitswurzeln schreiben lässt:
{\displaystyle {\sqrt {5}}=e^{{\frac {2\pi }{5}}i}-e^{{\frac {4\pi }{5}}i}-e^{{\frac {6\pi }{5}}i}+e^{{\frac {8\pi }{5}}i}.\,}

## Identitäten von Ramanujan
Die Quadratwurzel aus 5 erscheint in verschiedenen Identitäten, die von Srinivasa Ramanujan entdeckt wurden und Kettenbrüche enthalten.
Ein Beispiel ist der folgende Fall eines Rogers-Ramanujan-Kettenbruchs:
{\displaystyle {\cfrac {1}{1+{\cfrac {e^{-2\pi }}{1+{\cfrac {e^{-4\pi }}{1+{\cfrac {e^{-6\pi }}{1+\ddots }}}}}}}}=\left({\sqrt {\frac {5+{\sqrt {5}}}{2}}}-{\frac {{\sqrt {5}}+1}{2}}\right)e^{\frac {2\pi }{5}}=e^{\frac {2\pi }{5}}\left({\sqrt {\Phi {\sqrt {5}}}}-\Phi \right).}
{\displaystyle {\cfrac {1}{1+{\cfrac {e^{-2\pi {\sqrt {5}}}}{1+{\cfrac {e^{-4\pi {\sqrt {5}}}}{1+{\cfrac {e^{-6\pi {\sqrt {5}}}}{1+\ddots }}}}}}}}=\left({{\sqrt {5}} \over 1+{\sqrt[{5}]{5^{\frac {3}{4}}(\Phi -1)^{\frac {5}{2}}-1}}}-\Phi \right)e^{\frac {2\pi }{\sqrt {5}}}.}
{\displaystyle 4\int _{0}^{\infty }{\frac {xe^{-x{\sqrt {5}}}}{\cosh x}}\,dx={\cfrac {1}{1+{\cfrac {1^{2}}{1+{\cfrac {1^{2}}{1+{\cfrac {2^{2}}{1+{\cfrac {2^{2}}{1+{\cfrac {3^{2}}{1+{\cfrac {3^{2}}{1+\ddots }}}}}}}}}}}}}}.}